# Maranthes polyandra
Maranthes polyandra är en tvåhjärtbladig växtart som först beskrevs av George Bentham, och fick sitt nu gällande namn av Ghillean `Iain' Tolmie Prance. Maranthes polyandra ingår i släktet Maranthes och familjen Chrysobalanaceae. Inga underarter finns listade i Catalogue of Life.